# Guerra (filosofia)
La filosofia ha trattato il fenomeno della guerra non sistematicamente, ma nell'ambito di particolari settori della speculazione filosofica: temi connessi alla guerra sono stati valutati soprattutto sul piano etico e possono trovarsi inclusi negli autori di sociologia, antropologia, filosofia politica, filosofia del diritto e filosofia della storia come in personaggi non organicamente filosofi come Tolstoj nella sua Guerra e pace.

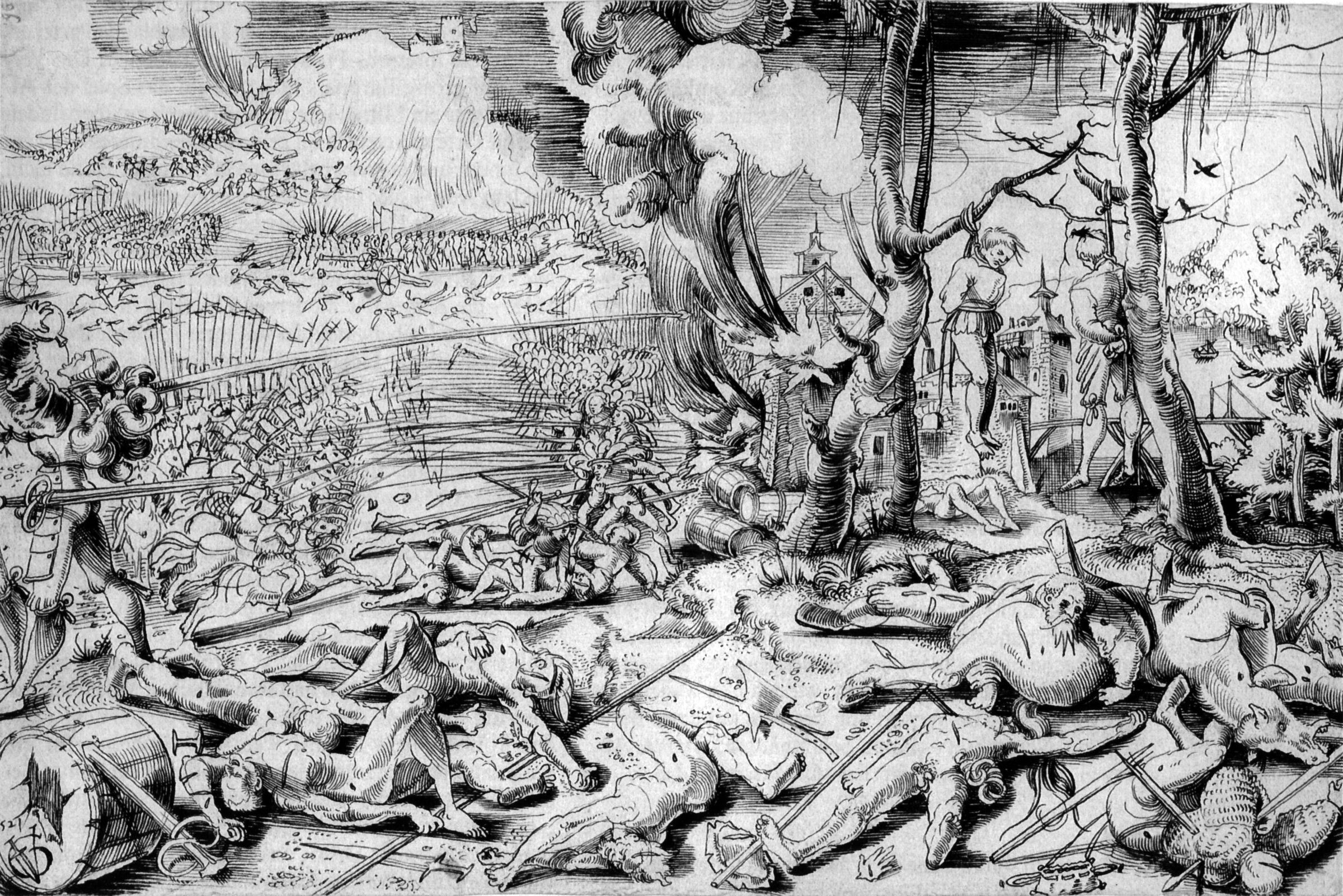
Il campo di battaglia di Marignano (1521)

## Significato filosofico
Non esiste una filosofia della guerra che si occupi sistematicamente di questa attività umana come accade per esempio per la filosofia del linguaggio: troviamo tracce di una riflessione speculativa sulla guerra solo nel secondo libro del Della guerra di Carl von Clausewitz mentre più frequentemente il tema della guerra in generale è stato associato alla politica o alla morale o se ne è trattato come fenomeno sociale facendo rientrare il tutto non in una specifica filosofia della guerra ma nella polemologia:
Per una valutazione critica della guerra, ma non per una sua epistemologia, si può quindi ricorrere alla storia della filosofia dove vari pensatori ne hanno trattato da diversi punti d'approccio.

## Etimologia
Il termine deriva dal franco ẅerra che significa mischia e che ha sostituito il latino bellum già fin dal secolo VI. Il termine latino cadde in disuso poiché si confondeva con il termine bellus (bello). Il vocabolo usato dai Germani era poi più idoeneo a rappresentare il loro tipo di combattimento disordinato (Scrive Guicciardini ne La storia d'Italia a proposito della battaglia di Fornovo che i germani combattevano alla mescolata) contrapposto a quello tipico romano condotto secondo schieramenti di soldati ben allineati (da cui bellum oppure duellum o proelium).

## La filosofia antica

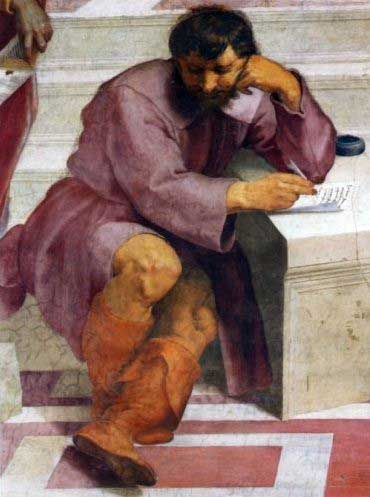
Eraclito (dettaglio della Scuola d'Atene)

Molti sono stati i filosofi che hanno trattato il tema della guerra, correlandolo spesso a quello della pace, e che hanno tentato di chiarirlo ricorrendo spesso a principi metafisici.
Eraclito, considera la guerra elemento necessario per la pace poiché egli è convinto che l'armonia, l'ordine e la stabilità del mondo si basino sull'equilibrio degli opposti senza i quali neppure esisterebbero gli esseri. È pura illusione pensare ad una condizione umana vissuta in un'eterna pace, questa c'è perché vi è anche la guerra che simboleggia nel suo pensiero la fonte di ogni realtà:
«Polemos (guerra), è di tutte le cose padre, di tutte re, e gli uni rivela dei e gli altri uomini, gli uni fa schiavi e gli altri liberi». 
Il significato metafisico della guerra si accompagna nell'aristocratico Eraclito alla convinzione che la guerra crei anche un ordine sociale dove gli schiavi sono gli sconfitti dagli uomini forti, vincitori consapevoli del logos, dell'ordine razionale fondato sui contrari. Dalla guerra quindi si genera una società gerarchicamente ordinata e giusta poiché «bisogna sapere che, essendo la guerra comune, anche la giustizia è contesa, e tutto nasce secondo contesa e necessità»
'Anassimandro afferma che l'ingiustizia nasce dall'opposizione degli esseri finiti, dal loro volersi distaccare dall'ápeiron, dall'infinito, indeterminato, "innocente" e "pacifico", con il risultato di essere condannati dal tempo, dalla loro stessa esistenza a una lotta, a un'incessante guerra che oppone un contrario all'altro per vincere sull'altro:
« ... principio degli esseri è l'infinito... da dove infatti gli esseri hanno l'origine, lì hanno anche la distruzione secondo necessità, poiché essi pagano l'uno all'altro la pena e l'espiazione dell'ingiustizia secondo l'ordine del tempo.»

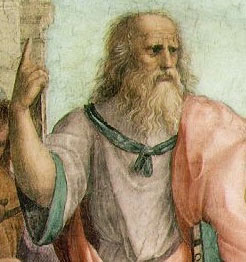
Platone (dettaglio della Scuola di Atene)

Afferma Platone che i sostenitori del bellicismo sono convinti che «Quella che la maggior parte degli uomini chiamano pace non è nient'altro che un nome, ma nella realtà delle cose, per forza di natura, c'è sempre una guerra, se pur non dichiarata di tutti gli stati contro tutti... È giusto perciò che lo stato di buona costituzione sia amministrato e organizzato in modo da vincere in guerra tutti gli altri, e tutto il costume la vita pubblica e privata devono essere in funzione della guerra.» A questa concezione sostiene Platone si oppone quella di coloro che invece affermano che la città democratica debba vivere in pace ignorando la guerra che si riduce a un fatto privato che non deve coinvolgere la politica.
Ambedue queste visioni che si basano sulla unicità della guerra o della pace portano alla rovina lo Stato poiché, sostiene Platone, non si può ignorare la realtà della guerra a cui la politica deve preparare con l'educazione sia alla pace che alla guerra.
La guerra è uno strumento per la politica e non deve essere aprioristicamente condannata ma usata come mezzo di governo per lo stabilimento dell'ordine e il perdurare della pace nella polis.
Comincia a farsi strada nella mentalità antica l'idea della preparazione alla guerra, quando questa si indirizzi alla conservazione della pace, sintetizzata dall'espressione «si vis pacem, para bellum» (se vuoi la pace, prepara la guerra) ripresa dalla frase «Igitur qui desiderat pacem, praeparet bellum» (Chi aspira alla pace, prepari la guerra). Concetto che si trovava già in Cornelio Nepote con la locuzione «Paritur pax bello» (la pace si ottiene con la guerra) e in Cicerone con la frase «Si pace frui volumus, bellum gerendum est» (Se vogliamo godere della pace, dobbiamo fare la guerra).

## Il cristianesimo

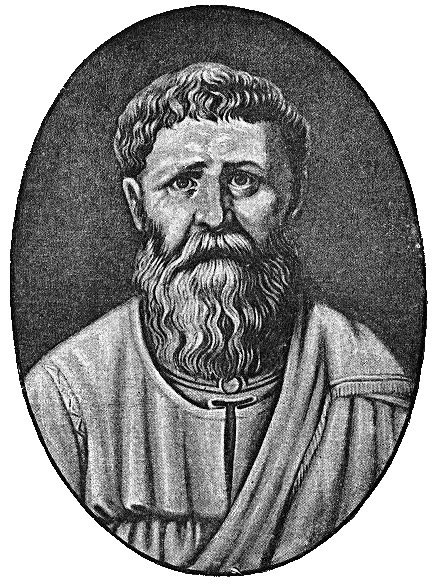
sant'Agostino

Considerazioni morali sulla guerra compaiono con il pensiero cristiano delle origini (Nuovo Testamento e Padri apostolici): fare la guerra sarebbe contrario al messaggio di amore verso i nemici predicato da Gesù Cristo e alla pace interiore che ogni cristiano deve conservare in sé stesso.
Già per Agostino d'Ippona, tuttavia, la guerra, che era stata condannata dai Padri dei primi tre secoli secondo lo spirito dell'Evangelo, può essere giustificabile quando rientri nei decreti della divina Provvidenza. 
Tommaso d'Aquino concorda sostanzialmente con Agostino, definendo giusta la guerra dichiarata
- da un'autorità legittimamente costituita,
- per una giusta causa,
- e per perseguire giusti fini.

Quando sono rispettate queste tre condizioni, anche l'uso dell'inganno o di mezzi subdoli è accettabile:
In questo modo Tommaso prende le distanze da un pensiero "pacifista" radicale.  Nella Summa theologiae, infatti, propone la tesi per la quale la guerra sarebbe sempre un peccato nel videtur quod di una quaestio, cioè tra le tesi che intende dimostrare come false: 
Durante lo svolgimento della quaestio Tommaso dimostra come falsa questa tesi della illiceità della guerra per un cristiano, e in particolare alla tesi smentita obietta che:

## Rinascimento

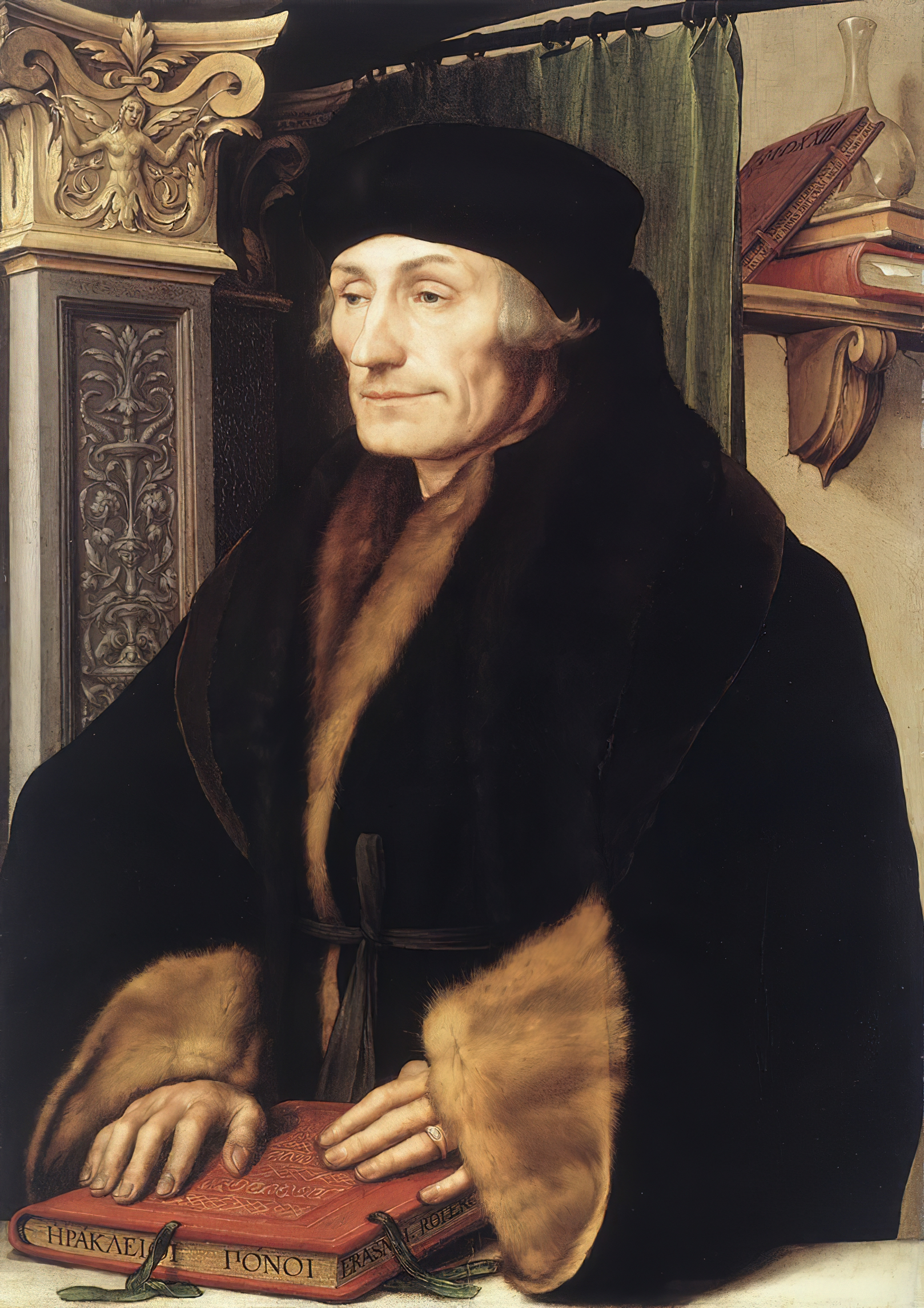
Erasmo da Rotterdam

Nel Rinascimento la guerra acquista nuove caratteristiche con l'uso delle armi da fuoco e con l'istituzione degli eserciti permanenti. Di fronte all'accresciuta ferocia della guerra si leva alta la condanna di Erasmo da Rotterdam che considera l'uomo in guerra peggiore delle bestie:
«Sono solito domandarmi, spesso meravigliato, cosa mai spinga, non dico i cristiani, ma gli uomini tutti, a tale punto di follia da adoperarsi, con tanto zelo, con tante spese, con tanti sforzi, alla reciproca rovina generale della guerra. Che altro infatti facciamo nella vita se non la guerra o prepararci alla guerra? Neppure tutte le bestie combattono tanto, ma solo le belve, le bestie cattive. E neppure queste combattono fra loro, ma solo se sono di specie diverse. Combattono con mezzi naturali. Non come noi con macchine escogitate da un'arte diabolica.»
Del tutto diversa per Machiavelli la concezione della guerra che diviene strumento di governo:
«Un principe non deve avere altro obiettivo, altro pensiero e altro fondamentale dovere se non quello di prepararsi alla guerra e a tutto ciò che essa comporta. Questa infatti è la sola prerogativa che ci si aspetta da chi comanda. È talmente importante che mantiene al potere non solo quelli che principi sono nati, ma molto spesso fa sì che semplici cittadini possano diventarlo; al contrario, i principi che si sono dedicati più ai piaceri della vita che all'arte militare hanno perso il loro potere. Ciò che soprattutto lo fa perdere è il non conoscere quest'arte, mentre ciò che lo fa conquistare è l'esserne esperto.»

## Il giusnaturalismo seicentesco

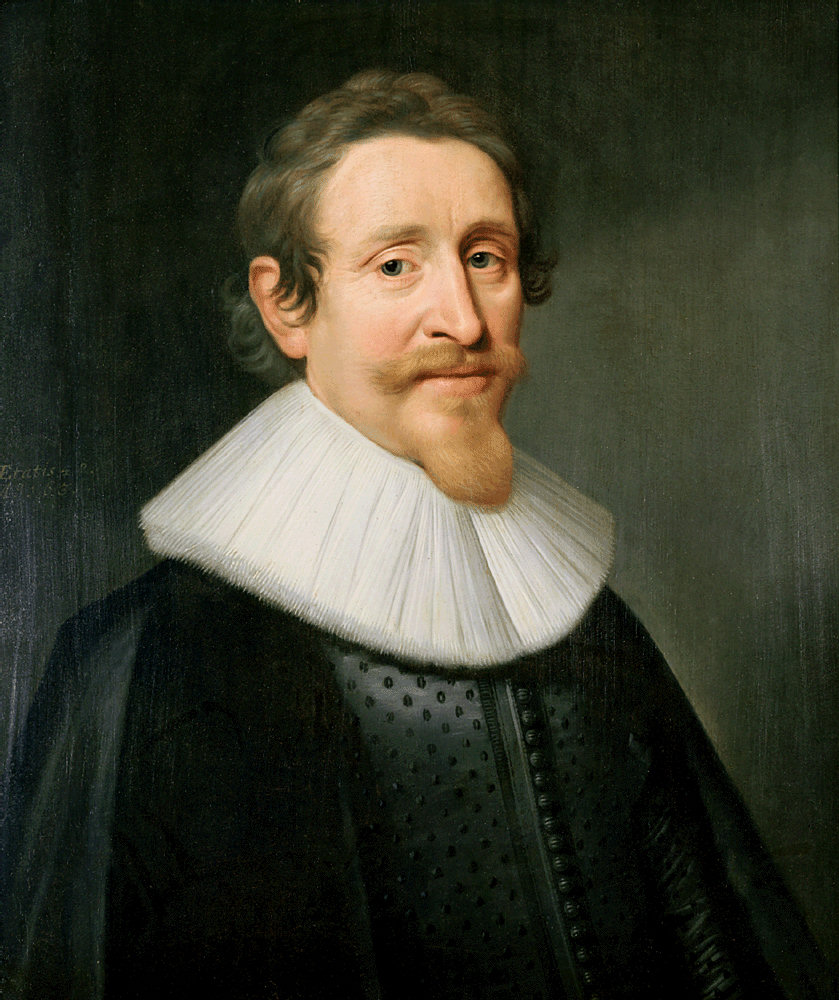
Hugo Grotius

Per il giusnaturalismo di Ugo Grozio (1583–1645) e Samuel von Pufendorf (1632-1694) la guerra non solo può essere considerata "giusta" per difendersi da un attacco esterno, per ottenere ciò che era dovuto o per avere un risarcimento convenuto, ma anzi la stessa guerra preserva diritti costituiti, restaura quelli violati e ne sancisce di nuovi là dove essi siano assenti:
«Tanto poco è poi da ammettersi ciò che taluno suppone, e cioè che in guerra ogni diritto venga meno, che la guerra non deve essere intrapresa se non per attuare il diritto, e, intrapresa che sia, non deve essere condotta se non nei limiti del diritto e della lealtà. Giustamente disse Demostene che la guerra ha luogo contro coloro che non possono essere tenuti a freno per le vie della giustizia. E in realtà i giudizi hanno efficacia contro coloro che si sentono meno forti; contro quelli invece che non si sottomettono, o che si ritengono in grado di non sottomettersi, si ricorre alla guerra; ma questa, per essere giusta, deve appunto essere condotta con scrupolo non minore di quello col quale sogliono essere condotti i giudizi.»
E non è vero che la guerra segna la fine di ogni legge poiché:
«Tacciano dunque le leggi in tempo di guerra: ma quelle civili e processuali e proprie del tempo di pace, non le altre, eterne, che convengono a tutti i tempi; benissimo infatti fu detto da Dione di Prusia che fra nemici non valgono, è vero, le leggi scritte, ossia quelle civili, ma valgono tuttavia quelle non scritte, ossia quelle dettate dalla natura o istituite dal consenso dei popoli. Questo insegna l'antica formula romana "ritengo che tali cose debbano essere ottenute con una guerra giusta e santa". Questi stessi Romani antichi, come osservava Varrone, intraprendevano le guerre ponderatamente e senza arbitrio, perché ritenevano che non bisognasse fare guerre che non fossero giuste.
La guerra come strumento per stabilire il diritto naturale in assenza di quello positivo conduce Hobbes a concepire lo stato di guerra come coincidente con lo stato di natura dove si scatena il bellum omnium contra omnes (la guerra di tutti contro tutti) e dove ogni uomo allo stato ferino è come un lupo contro gli altri uomini (homo homini lupus).
La guerra costituisce l'essenza naturale degli uomini che solo la paura della reciproca morte convince a ricercare la pace assicurata dalla forza dello Stato "leviatano", del potere assoluto del monarca.

## L'illuminismo

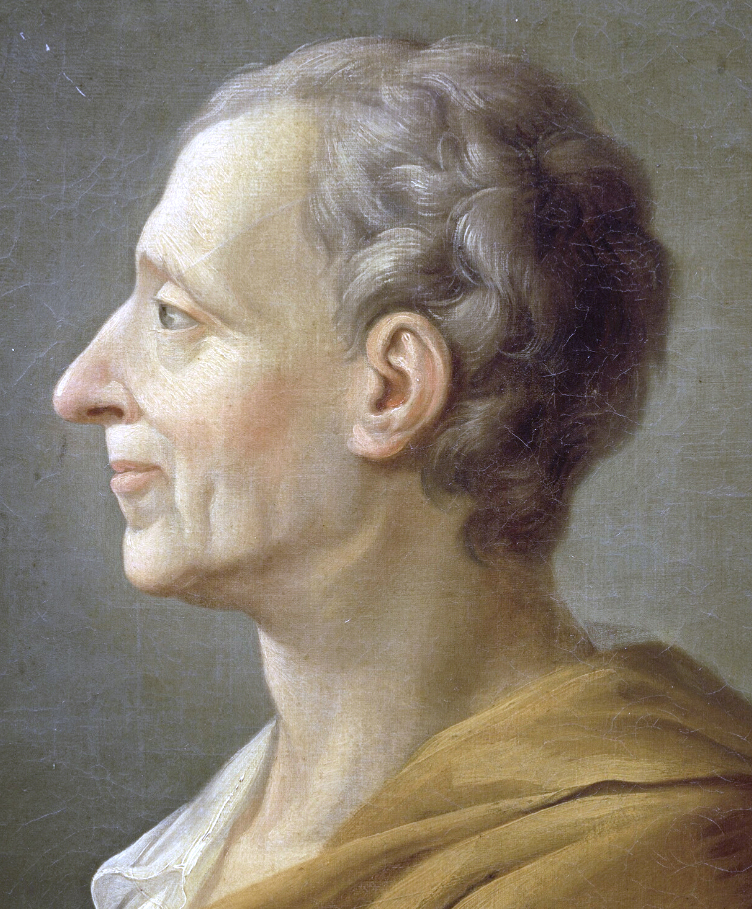
Montesquieu

L'illuminista che si sente cittadino del mondo, rigetta la guerra causata dal mancato uso della ragione e dall'oscurantismo della intolleranza religiosa.
«La carestia, la peste e la guerra» – scrive Voltaire – «sono i tre ingredienti più famosi di questo mondo [...] Questi due regali [carestia e peste] ci vengono dalla Provvidenza», la guerra, dalle lotte di religione e dalle stolte pretese dinastiche dei principi.
Montesquieu (1689–1755) accetta la visione di Hobbes della natura selvaggia dell'uomo ma è convinto che in lui sia superiore la realtà della pace piuttosto che quella della guerra. È vero che nello stato di natura le azioni umane sono dirette all'autoconservazione, ma ciò non vuol dire che l'uomo sia lupo che sbrana gli altri uomini, anzi ben presto questi formeranno una società di natura convivendo con i loro simili sino a quando, acquisendo coscienza della loro forza e delle loro possibilità useranno la guerra per realizzarle.
«Non appena si costituiscono in società, gli uomini perdono il senso della loro debolezza, cessa l'uguaglianza che esisteva fra loro e ha inizio lo stato di guerra.»
«Montesquieu, dunque, da un lato rifiuta l'idea hobbesiana della guerra connaturata alla natura umana - e in tal senso ripristina la tradizione aristotelica-groziana; dall'altro, pur accettando l'idea hobbesiana secondo cui le leggi positive presuppongono uno stato di guerra, 'sposta' quest'ultimo dall'uomo in quanto tale all'uomo in società. Ciò gli consente di teorizzare un governo moderato o libero, poiché è sufficiente attenuare o limitare le passioni umane, e non distruggerle, per rimediare allo stato di guerra.»
Kant condivide l'idea che esista un primigenio stato di natura dove l'egoismo umano e l'istinto di sopravvivenza si manifestano con la guerra. In questa primitiva condizione la guerra è giustificata data l'assenza di ogni diritto costituito. Per uscire da questa condizione occorrerà procedere verso la costituzione di uno Stato mondiale organizzato come una federazione globale dove ciascun popolo possa vivere liberamente e dove ogni conflitto sarà superato con la fine degli egoismi nazionali. Saranno infine le stesse terribili conseguenze della guerra a condurre gli uomini verso la pace perpetua.
Fino ad allora bisognerà evitare ogni tipo di guerra che miri alla distruzione totale dell'altro poiché «nessuno Stato in guerra con un altro deve permettersi comportamenti ostili che, nella pace futura, renderebbero impossibile la fiducia reciproca» e bisogna abbandonare l'idea che vi possa essere una guerra punitiva o "giusta" come se questa fosse stata pronunciata tale da un giudice giusto e imparziale.

## Romanticismo
Nell'età romantica e della Restaurazione si assiste quasi ad una esaltazione della guerra inquadrata in una visione finalistica e provvidenziale della storia.
Su questa linea di pensiero della guerra come molla della storia, si muove tutto il pensiero romantico: quello progressivo come in Fichte per il quale la guerra realizza la libertà dei singoli e delle nazioni, a quello reazionario di Joseph De Maistre che nella guerra vede l'intervento apocalittico di Dio nel corso della storia che gli uomini si illudono di dirigere con la loro ragione.
Secondo Hegel, «senza le guerre la storia registra solo pagine bianche», ossia le guerre promuovono il cambiamento e lo sviluppo progressivo della storia. La guerra non è da considerare né come male assoluto né come un'accidentalità meramente esterna, ma è lo strumento con cui i diversi spiriti dei popoli realizzano la missione che l'Assoluto ha a loro affidato: la fiaccola della civiltà conquistata con la guerra passerà quindi da un popolo ad un altro migliore di lui.

## Carl von Clausewitz

### Il tentativo di una epistemologia della guerra

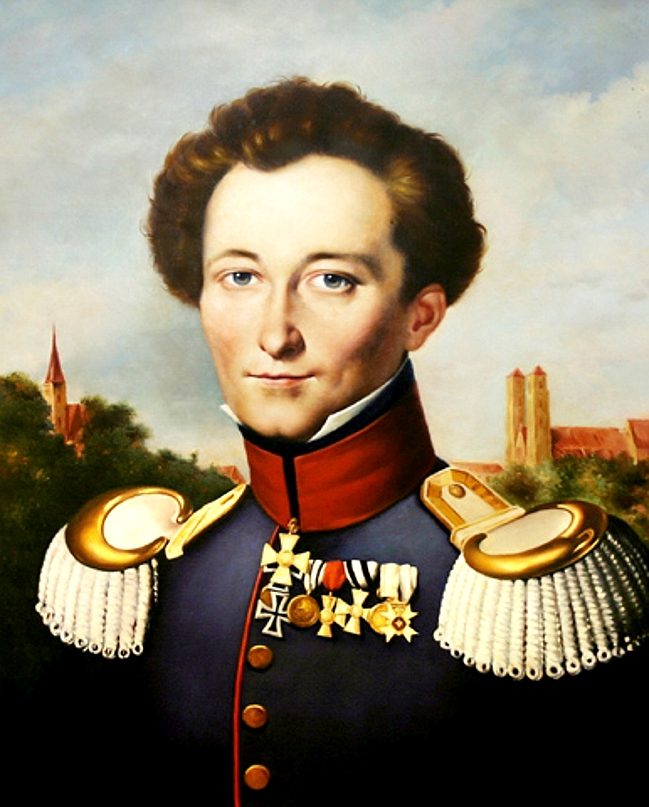
Carl von Clausewitz

Carl von Clausewitz (1780-1831) è forse l'unico autore che tenta la conoscenza scientifica della guerra isolandola dai connessi fenomeni, sociali, politici, morali o d'altra natura, che l'accompagnano.
La prima domanda a cui si deve rispondere è quella di chiedersi se la guerra rientri in un'attività teoretica o pratica. La risposta è che nella guerra il sapere si deve accompagnare al potere.
Ma «sapere è qualcosa di diverso da potere» ed allora si dovrà chiarire se la guerra sia un'arte dove il sapere trova applicazione nella creazione di realtà o scienza, pura conoscenza. 

### Guerra: arte o scienza?
Secondo Clausewitz nell'ambito del concetto di guerra bisogna ricondurre sia l'episteme, il sapere, che la techné, il sapere applicato alla pratica: «...l'arte e la scienza non possono mai esattamente venir distinte fra loro.»
Anche se in fondo lo stesso pensiero può esser definito arte:
«Ogni pensiero solo è già arte. Al punto in cui cessano gli assiomi che sono il risultato dell'evidenza, là ove comincia un giudizio, comincia anche l'arte. Più ancora
l'evidenza stessa suppone già un giudizio e quindi l'arte e altrettanto può dirsi delle percezioni dei sensi... dovunque lo scopo è creare e produrre, è l'arte che regna, mentre la scienza domina quando lo scopo è scrutare e sapere. Risulta di fatto ciò che è preferibile dire arte, piuttosto che scienza, della guerra.»
In effetti però osserva Clausewitz parlare di "arte della guerra" sembra azzardato poiché a ben riflettere sia la scienza che le arti modificano oggetti senza vita mentre
«la guerra agisce invece sopra un oggetto vivente e reagente.»
La controprova che non si possano riferire alla guerra né l'arte né la scienza è data dall'osservare che la scienza quando ha tentato di stabilire leggi che si applicano ad esseri viventi ha sempre fallito.
«È facile quindi vedere come lo schematismo di idee proprio delle arti e delle scienze si applichi poco ad un'attività del genere, e si comprende anche perché le ricerche ed i tentativi continui per giungere a leggi analoghe a quelle che si riferiscono al mondo dei corpi inerti, abbiano dovuto necessariamente produrre errori durevoli. Tuttavia sono precisamente le arti meccaniche quelle che si sono volute, di solito, prendere a modello.» Il metodo delle scienze esatte non può essere applicato alle scienze storiche e sociali.

### Guerra come conflitto politico-commerciale
Bisognerà dunque trovare un altro punto di riferimento per una filosofia della guerra: il "conflitto"
« [...] la guerra non appartiene né al dominio dell'arte né a quello della scienza, ma al dominio della vita sociale. È un conflitto di grandi interessi, che ha una soluzione sanguinosa, e solamente in questo differisce dagli altri. Si potrebbe piuttosto paragonarla al commercio che a qualsiasi altra arte, poiché il commercio è anch'esso un conflitto di interessi e attività: e alla guerra si accosta ancor più la politica, che può anch'essa, a sua volta, considerarsi
come un commercio in grande scala.»
L'introduzione del concetto di conflitto supera le difficoltà di identificare la guerra con l'arte o con la scienza poiché «Un conflitto fra forze viventi, come quello che nasce e si risolve nella guerra, può restare subordinato a leggi generali, e queste leggi possono servire di guida all'azione? Tale è il quesito che esamineremo in parte nel presente libro. In ogni caso però è chiaro che questa materia, come tutte quelle che non oltrepassano la nostra facoltà di concezione, può essere illuminata dalle ricerche dello spirito e più o meno discriminata nei suoi intimi rapporti; il che basta già per costituire fondamento di una teoria.»

### Una teoria della guerra

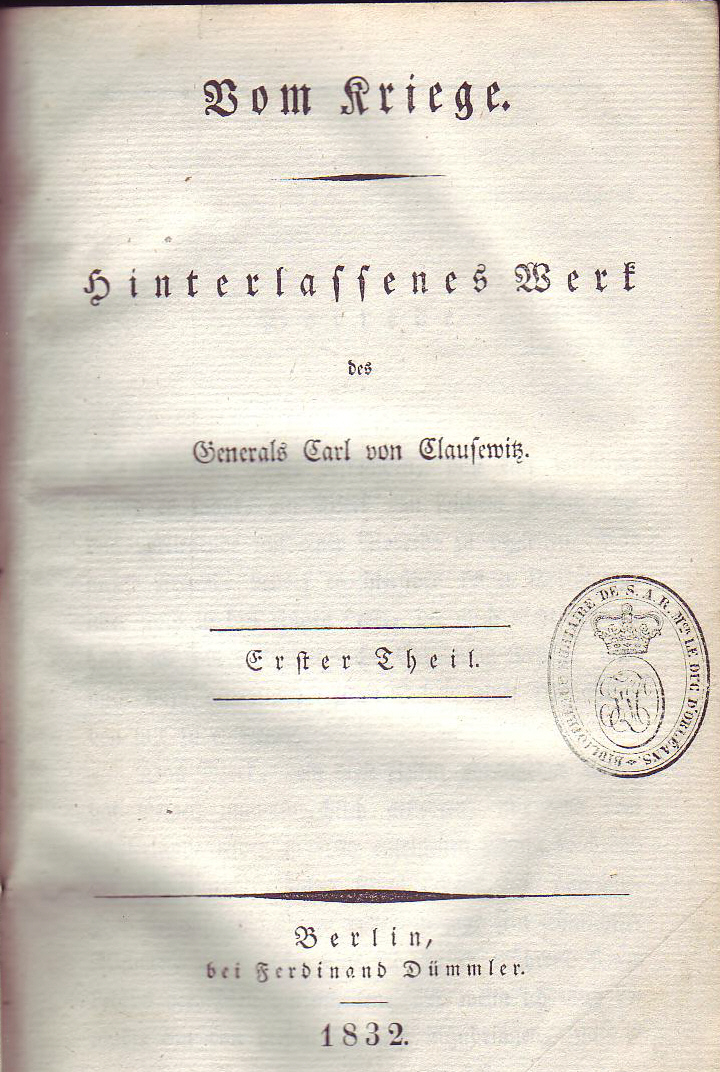
Copertina di Vom Kriege

Accenni ad una teoria della guerra, con la quale ci si potesse riferire a principi generali applicabili al campo di battaglia erano presenti in un contemporaneo di Clausewitz Antoine de Jomini (1779–1869) militare e storico svizzero che fece parte dello Stato maggiore di Michel Ney e Napoleone. Secondo Jomini la guerra può essere ricondotta a quello che accade nel gioco degli scacchi dove la creatività e l'inventiva del giocatore deve comunque essere inquadrata nelle regole del gioco.
In polemica con questa concezione Clausewitz ritiene impensabile l'applicazione di regole astratte alla conduzione della guerra: principi matematici-geometri si possono usare nei confronti di «grandezze determinate, mentre in guerra tutto è indeterminato, e il
calcolo non può esercitarsi su grandezze variabili...tutto l'atto di guerra è solcato da forze e da effetti di origine morale.» che talora il "genio guerriero" riesce a dirigere a suo favore ma non certo sottoponendo il suo gioco a regole fisse.
Permane quindi una difficoltà a definire una teoria della guerra che si scontra 
- con gli istinti e i moti dello spirito che «creano una parte sì larga, negli avvenimenti di guerra, al gioco delle probabilità e della fortuna»,[36]
- l'impossibilità di capire in anticipo quali saranno le mosse dei nemici,
- la variabilità di situazioni imprevedibili.

Non rimane allora che affidarsi al "talento": «È dunque ancora sul talento ed anche sul favore del caso che si è obbligati di far affidamento, in mancanza di una saggezza obbiettiva,» di una precisa teoria «che possa servire sempre di guida o di regola di condotta al comandante.»
«La teoria deve dunque formare lo spirito del futuro capo destinato a condurre la guerra, o,
piuttosto, dirigerlo nel lavoro di formazione di se stesso, ma senza aver la pretesa di
accompagnarlo sul campo di battaglia.»

## Positivismo e marxismo
Con il positivismo evoluzionistico diretto al progresso sociale dell'umanità, la guerra è destinata a scomparire con l'avvento della economia industriale (Herbert Spencer 1820-1903) e con l'affermazione della scienza che metteranno fine agli egoismi razionalizzando i comportamenti e soddisfacendo le passioni umane (Auguste Comte).
Secondo la dottrina marxista, influenzata dal pensiero hegeliano, la guerra, che è nella concorrenza economica, che punta al dominio assoluto dei monopoli, e nella lotta di classe, scomparirà con l'avvento di una società comunistica senza più proprietà e quindi senza più classi.
Positivismo e marxismo coincidono nel considerare la guerra elemento naturale inevitabile, motore dello stesso progresso umano e in questo senso anche il darwinismo condivide con quelle concezioni l'idea di una guerra progressiva all'interno della selezione naturale.

## Filosofie del Novecento
Strumento di selezione e progresso sono le idee guida che si ritrovano nelle posizioni filosofiche contemporanee sulla guerra. Così per Nietzsche i popoli indeboliti acquisteranno nuovo vigore con la guerra, che per Sebald Rudolf Steinmetz è un naturale strumento di selezione collettiva e per Ludwig Gumplowicz (1838–1909) base di ogni istituzione e ordinamento sociale. Infine secondo Freud, le guerre hanno l'effetto di porre in secondo piano le divisioni della società civile e di rendere una nazione compatta contro un nemico esterno.

### Sebald Rudolf Steinmetz
Sebald Rudolf Steinmetz (1862-1940), sociologo e filosofo olandese autore di una Die Philosophie des Krieges (1907), riprende il tentativo di Clausewitz di elaborare una filosofia della guerra ispirata al darwinismo. La sua opera inizia con parole altamente significative: «ogni guerra è una necessità, al pari di ogni altro fenomeno, così com'è necessario tutto ciò che accade. Dato il mondo intero così com'era, ogni singola guerra era inevitabile.»
La guerra non solo non è un male necessario, come spesso è stata definita, ma è addirittura benefica: d'altra parte i mali prodotti dalla guerra sono molto inferiori a quelli procurati da attività "pacifiche" come la dipendenza dall'alcool, i fenomeni criminali e la spietata concorrenza capitalistica che procurano all'umanità danni duraturi e crudeli.
È vero che le potenzialità distruttive della guerra odierna possono avere effetti dannosi tali da inizialmente compromettere la selezione naturale e il progresso umano ma essa alla fine ha sempre causato uno sviluppo delle potenzialità intellettuali e morali umane molto più di quando l'uomo ha diretto la sua violenza nei confronti di bestie feroci o per contrastare dannosi fenomeni naturali.
Che impegno intellettuale può esservi nell'uccidere una belva incosciente paragonabile a quello di uccidere in guerra un uomo intelligente come me? Le stesse capacità che ho messo in campo per combattere un'inondazione le trovo nell'uomo in guerra contro di me e dunque avrò di fronte una forza e una intelligenza pari alla mia e dalla lotta ne uscirò o vincente migliorato o soppresso come inferiore, secondo la legge della selezione.
Non solo dunque quelli della guerra sono mali apparenti ma essa offre "piaceri", "delizie" e "gioie" come quelle che si provano quando si esce vincitori dal confronto con gli altri:
«Come fa bene essere più belli, istruiti, ricchi, sani, forti, amati degli altri! Ma mai questo godimento può essere più intenso che in guerra, nella lotta per la vita, e per più che la vita, per la vittoria. La guerra è assimilabile alle passioni suscitate dall'amore giovanile ma vissute animalescamente più intensamente. Del resto solo il trionfo della vittoria può dare un senso alla tragicità della vita. Al dolore diffuso, al sangue, al sacrificio pone sollievo e da significato la vittoria: per questo: 
(S.R. Steinmetz, Die Philosophie des Krieges)
La guerra non è compresa e viene condannata da chi non ha il senso dello Stato poiché è proprio la guerra che compatta i cittadini nel culto dello stato
(S.R. Steinmetz, Die Philosophie des Krieges)
 Come lo stato è l'espressione della collettività, così la guerra è quella della forza collettiva, l'arma con cui i popoli entrano in concorrenza tra loro. La guerra è un "tribunale universale" (Weltgericht) con una funzione giudiziale che emette sentenze giuste e definitive così svolgendo la stessa funzione della selezione naturale.

### Michael Walzer: la guerra giusta

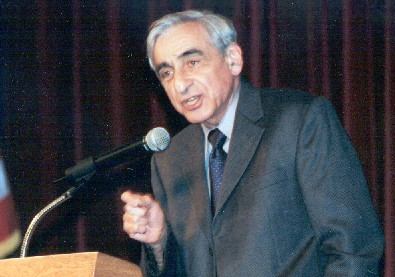
Michael Walzer durante una conferenza alla U.S. Naval Academy

Michael Walzer (New York, 3 marzo 1935) è un filosofo statunitense, docente all'Institute for Advanced Study di Princeton (New Jersey), che si occupa di filosofia politica, e morale.
Pensatore eclettico e difficilmente inquadrabile, ha trattato un'ampia gamma di argomenti, tra cui la teoria della guerra giusta.
L'intrapresa di una guerra presuppone da chi la mette in atto una giustificazione morale che riguarda la sua legittimità (lo ius ad bellum, il diritto di fare la guerra) e il modo di condurla (lo ius in bello, la guerra combattuta secondo giustizia). Lo "ius in bello" è la situazione di chi combattendo si interroga sui motivi, se siano giusti o meno, di ciò che sta facendo e quali limiti debba avere la sua azione violenta come ad esempio quelli di escludere i civili dai combattimenti.
Secondo lo "ius ad bellum" la guerra può in genere essere considerata come "legittima", giustificata, quando risponde ad una necessità di autodifesa così come accade nel diritto individuale dove ciascuno è legittimato a difendersi per la salvaguardia della propria integrità o a soccorrere chi è stato violentemente aggredito.
In effetti giudicare sempre lo "ius ad bellum" come una forma legittima di autodifesa è improprio in quanto, per le proporzioni che assume, una guerra, come fenomeno di massa, è molto meno controllabile rispetto a chi personalmente si difende con la forza. Nella guerra, bisogna allora prevedere che inevitabilmente si andrà oltre i limiti dell'autodifesa.
La stessa giustificazione del ricorso alla guerra come extrema ratio appare speciosa in quanto si dovrebbe prima stabilire quale sia la condizione ultima oltre la quale diviene necessario fare la guerra, come ad esempio verificare se tutte le possibili trattative diplomatiche siano state tentate e messe in atto.
Dalle polemiche nate dalla sua opposizione alla guerra degli Stati Uniti in Vietnam, Walzer ha tratto la consapevolezza che in quelle discussioni si usava un linguaggio che corrispondeva ad antichi canoni morali e come fosse necessario invece usare dei termini che fossero ben adeguati all'etica condivisa del proprio tempo. Di qui la decisione di usare il linguaggio dei diritti che meglio può essere usato nella definizione di guerra giusta o ingiusta: